# Грамон, Арман де
Арман де Грамон, граф де Гиш (фр. Armand de Gramont, comte de Guiche; 1637 — 29 ноября 1673, Кройцнах) — французский генерал-лейтенант и придворный.

## Биография
Родился в семье Антуана III де Грамона и Франсуазы-Маргариты дю Плесси Шивре (племянницы кардинала Ришельё).
Получил хорошее образование. Обладая очень красивой наружностью, приятными и изысканными манерами, ловкий и остроумный, Грамон пользовался большим успехом среди дам легкомысленного двора Людовика XIV и в истории Франции столь же известен своими романтическим похождениями, как и военными подвигами. Был одним из любимых миньонов Филиппа Орлеанского, брата Людовика XIV, а также был близок к его супруге Генриетте Английской.
В свите герцога Анжуйского находился его задушевный друг граф де Гиш — самый красивый, изящный, любезный и храбрый из всех придворных вельмож, прекрасные качества которого омрачались тщеславием и надменностью.
Впервые Грамон отличился во Фландрии, при осаде Ландреси в 1655 году, а затем при осаде Валансьенна в 1656 году и при взятии Дюнкирхена в 1658 году.
В 1660 году Грамон уехал в Польшу и в рядах её войск принял участие в войне с турками; затем вернулся во Францию и, заняв место среди приближённых короля, в 1663 году сопровождал его в походе в Лотарингию.
После того, как в следующем году раскрылась его помощь Генриетте в кознях против фаворитки короля Луизы де Лавальер, граф был удалён от двора и изгнан из Франции.
На этот раз он отправился в Голландию и здесь написал свои мемуары («Les mémoires, concernant les Provinces Unies des Pays-Bas»), изданные после его смерти Маршаном вместе с описанием некоторых сражений, в которых Грамон участвовал («Relations du siège de Vesel et des États des Places voisines en Juin 1672, du Passage du Rhin et de la Prise d’Arnhem le 12 et le 16 du même mois»).
Поступив волонтёром на службу к голландцам, он участвовал с ними в походе 1665 года против епископства Мюнстерского, а в 1666 году перешёл во флот и, под начальством адмирала Рюйтера, принимал участие в морском сражении с англичанами у острова Тексел.
В том же году король, по просьбе маршала де Грамона, простил де Гиша, и он отправился на войну с Испанией.
После окончания войны, в 1669 году, Грамон вернулся во Францию.
В 1672 году, в чине генерал-лейтенанта, участвовал в Голландской войне под командованием принца Конде, особенно отличившись при переправе французских войск через Рейн. Имея поручение короля найти брод и не найдя такового, Грамон решил переправиться вплавь, и, доложив королю, что брод найден, сам, во главе кирасир, первый бросился в воду; за ними последовали остальные войска и, вызвав своим неожиданным появлением панику среди неприятеля, легко одержали победу.
После окончания войны он вернулся ко двору, был очень радушно принят королём и стал популярнее прежнего.
Осенью 1673 года Грамону было поручено сопровождать с особым отрядом большой обоз, отправленный в Германию. 22 ноября Грамон был захвачен австрийским фельдмаршалом Монтекукколи, причём весь отряд, сопровождавший обоз, был уничтожен. Событие это так подействовало на Грамона, что он умер неделю спустя в Кройцнахе.
Стал одним из персонажей «Любовной истории галлов» Роже Бюсси-Рабютена (под именем Тримале), а также одним из действующих лиц последних двух частей мушкетёрской трилогии Александра Дюма: «Двадцать лет спустя» и «Виконт де Бражелон», где он является другом Рауля де Бражелона (правда, Дюма сделал его старше лет на десять). Кроме того, персонаж пьесы Дюма «Молодость Людовика XIV» (1854).